# Robert von Greim
Pour les articles homonymes, voir Greim.
Robert Ritter von Greim est un officier allemand des armées de terre et de l'air, né le 22 juin 1892 à Bayreuth et mort par suicide le 24 mai 1945 à Salzbourg. Promu Generalfeldmarschall après le limogeage de Göring le 26 avril 1945, quelques jours avant la fin de la Seconde Guerre mondiale, il est le dernier commandant en chef de la Luftwaffe de la Wehrmacht .

## Biographie
Robert Ritter von Greim commence sa carrière militaire en 1911, lorsqu'il intègre, en tant qu'aspirant, le « bataillon ferroviaire bavarois ». En 1912, il est muté au 8e régiment d'artillerie de campagne royal bavarois (de) situé à Nuremberg. Après avoir suivi les cours de l'école de guerre de Munich, il regagne son régiment avec le grade de Leutnant (équivalent de sous-lieutenant).

### Première Guerre mondiale
Au début de la guerre, Greim est officier de batterie au sein de son régiment d'artillerie. En 1915, il obtient un poste d'officier d'ordonnance au sein de la 1re section et, la même année, il se porte volontaire pour suivre une formation d'observateur aérien. À l'issue de sa formation, Greim sert en tant qu'observateur dans la Fliegerabteilung 3b (section d'avions 3b).
En 1916, Greim suit une formation de pilote à Schleißheim et il est promu Oberleutnant (équivalent de lieutenant) en janvier 1917 Après avoir obtenu son brevet de pilote, Greim rejoint à nouveau son unité qui porte alors, à la suite de restructurations, le no 46.
À partir d’avril 1917, il sert au sein de la Jagdstaffel 34 (escadrille de chasse no 34) et obtient le titre de Staffelkapitän (chef de section) la même année. Lors d'une mission en mars 1918, Greim  est probablement le premier pilote allemand à détruire un char depuis les airs.
Lors de l'offensive allemande, au printemps 1918, Greim commande plusieurs escadrilles. Il a obtenu entre-temps 28 victoires aériennes et a été décoré à plusieurs reprises, entre autres de la plus haute décoration allemande, l'ordre Pour le Mérite. Le 23 octobre 1918, il est aussi décoré de l’ordre militaire [bavarois] de Max-Joseph, ce qui lui vaut d'être anobli et de porter désormais le titre de « Ritter von Greim » (chevalier de Greim).

### Entre-deux guerres
En 1920, Greim quitte l’armée avec le grade de Hauptmann (équivalent de capitaine) et commence des études de droit à l'université Louis-et-Maximilien de Munich. À la fin de ses études, en 1922, il est engagé par une banque. Greim, toujours autant intéressé par l'aviation, participe à des compétitions sportives aériennes. En 1924, il se rend pour une durée de trois ans en Chine, où il aide au développement de l'armée de l'air du gouvernement de la première république de Chine.
De retour en Allemagne en 1927, Greim devient le directeur de l'école de pilotage de Wurtzbourg. Le 1er janvier 1934, Greim reprend du service dans la Reichswehr, où il est affecté initialement au 7e régiment d'artillerie, avec le grade de Major (équivalent de commandant). Il est cependant muté peu de temps après au Reichsluftfahrtministerium (ministère de l'Air du Reich), nouvellement créé, où il est affecté à la création secrète de l'escadre de chasse « Richthofen ».
À l'été 1935, peu après la création officielle de la Luftwaffe, au sein de l'armée désormais appelée Wehrmacht, Greim devient inspecteur de la chasse aérienne et, le 1er septembre 1935, il est promu Oberstleutnant (équivalent de lieutenant-colonel). Le 20 avril 1936, il est nommé Oberst (équivalent de colonel) et devient à la même occasion inspecteur de la sûreté aérienne et de l'équipement. En parallèle, Greim occupe un poste à la direction du personnel de la Luftwaffe avant d'en devenir officiellement le chef de service en 1938. Le 1er février 1938, promu Generalmajor (équivalent de général de brigade aérienne), il prend, début 1939, le commandement de la 5e division aérienne.

### Seconde Guerre mondiale
En octobre 1939, après la fin de la campagne de Pologne, Greim devient, avec le grade de Generalleutnant (équivalent de général de division aérienne), le commandant en chef du 5e corps aérien. Après la bataille de France, il est nommé General der Flieger (équivalent de général de corps d'armée aérienne), le 19 juillet 1940, et son corps aérien participe alors à la bataille d'Angleterre.
Le 1er avril 1942, Greim est placé à la tête de la Luftwaffe sur le front de l'Est (« Luftwaffenkommando Ost ») et, au printemps de l'année suivante, il est nommé Generaloberst (équivalent de général d'armée aérienne). En mai 1943, le Luftwaffenkommando Ost  est reconverti en « Luftflotte 6 » (flotte aérienne no 6) ; cette unité a alors en charge l'appui aérien du groupe d'armées Centre (en allemand, le Heeresgruppe Mitte).
En juillet 1943, lors de l'opération Zitadelle, la troisième et dernière offensive d'été allemande en Russie, la flotte aérienne de Greim comptabilise encore un total de 730 appareils. Mais, à la suite de pertes sévères et de nombreuses pannes liées aux difficultés d'approvisionnement en pièces de rechange, seuls 50 avions sont encore en état de voler un an plus tard, au début de l'offensive d'été soviétique de 1944, ce qui fait que la Luftwaffe n'a quasiment plus rien à opposer à l'ennemi.
Le 23 avril 1945, quelques jours avant son suicide, Hitler démet Hermann Göring de toutes ses fonctions. Le 26 avril, alors que Berlin est déjà encerclée par les troupes russes, Greim est emmené, dans un petit Fieseler Fi 156 piloté par Hanna Reitsch, sa maîtresse, auprès du Führer, réfugié dans son Führerbunker de Berlin. L'avion se pose sur une piste improvisée dans le Tiergarten, près de la porte de Brandebourg, des tirs de DCA  blessent Greim à la jambe. Hitler le nomme commandant en chef de la Luftwaffe, succédant ainsi à Göring, et lui attribue le grade de Generalfeldmarschall. Il devient membre du cabinet Hitler, puis après le suicide de celui-ci, du cabinet Goebbels.
Il quitte Berlin le 28 avril, toujours accompagné par Hanna Reitsch, sur demande du Führer, réussissant à s'envoler du Tiergarten (avec un avion d'entraînement biplace Arado Ar 96), à la surprise des Russes tout proches. Quelques jours plus tard, Greim est capturé par les Américains dans le Sud de l'Allemagne qui l'emmènent à Salzbourg. Là, apprenant qu'on prévoit de le livrer aux Soviétiques, il se suicide le 24 mai 1945.

## Résumé de carrière militaire
Entre parenthèses, sont mentionnés les grades équivalents en France, dans l'armée de l'air, et dans le cas des généraux, figure en complément une mention indicative du nombre d'étoiles attribué habituellement à ces grades de généraux en dehors de France.
| Fähnrich             | (aspirant) | 7 janvier 1912     |
| Leutnant             | (sous-lieutenant)                                                                                             | 25 octobre 1913    |
| Oberleutnant         | (lieutenant)                                                                                                  | 17 janvier 1917    |
| Hauptmann            | (capitaine)                                                                                                   | 15 février 1921    |
| Major                | (commandant)                                                                                                  | 1er janvier 1934   |
| Oberstleutnant       | (lieutenant-colonel)                                                                                          | 1er septembre 1935 |
| Oberst               | (colonel) | 20 avril 1936      |
| Generalmajor         | (général de brigade aérienne /général une étoile hors de France)                                              | 1er février 1938   |
| Generalleutnant      | (général de division aérienne /général deux étoiles hors de France)                                           | 1er janvier 1940   |
| General der Flieger  | (général de corps aérien /général trois étoiles hors de France)                                               | 19 juillet 1940    |
| Generaloberst        | (général d'armée aérienne /général quatre étoiles hors de France)                                             | 16 février 1943    |
| Generalfeldmarschall | (grade inexistant en France, à rapprocher du grade vacant de maréchal de France, en l'occurrence une dignité) | 25 avril 1945      |

## Décorations
- Croix de fer (1914)
  - 2e classe (26 novembre 1914)
  - 1re classe (10 octobre 1915)
- Croix de chevalier de l'ordre royal de Hohenzollern avec épées (29 avril 1918)
- Pour le Mérite (14 octobre 1918)
- Croix de chevalier de l'ordre militaire de Maximilien-Joseph de Bavière (23 octobre 1918)
- Croix d'honneur
- Agrafe de la croix de fer (1939)
  - 2e classe
  - 1re classe
- Insigne de pilote-observateur en or avec diamants (17 avril 1945)
- Croix de chevalier de la croix de fer avec feuilles de chêne et glaives
  - Croix de chevalier le 24 juin 194 en tant que Generalleutnant et commandant du V. Flieger-Korps
  - 216e feuilles de chêne le 2 avril 1943  en tant que Generaloberst et commandant du Luftflotten-Kommandos Ost
  - 92e épées le 28 août 1944  en tant que Generaloberst et commandant de la Luftflotte 6
- Mentionné 6 fois dans la revue Wehrmachtbericht (20 juin 1940, 22 novembre 1941, 19 janvier 1942, 3 septembre 1943, 9 septembre 1944 et 31 octobre 1944)